# Gewichtswebstuhl

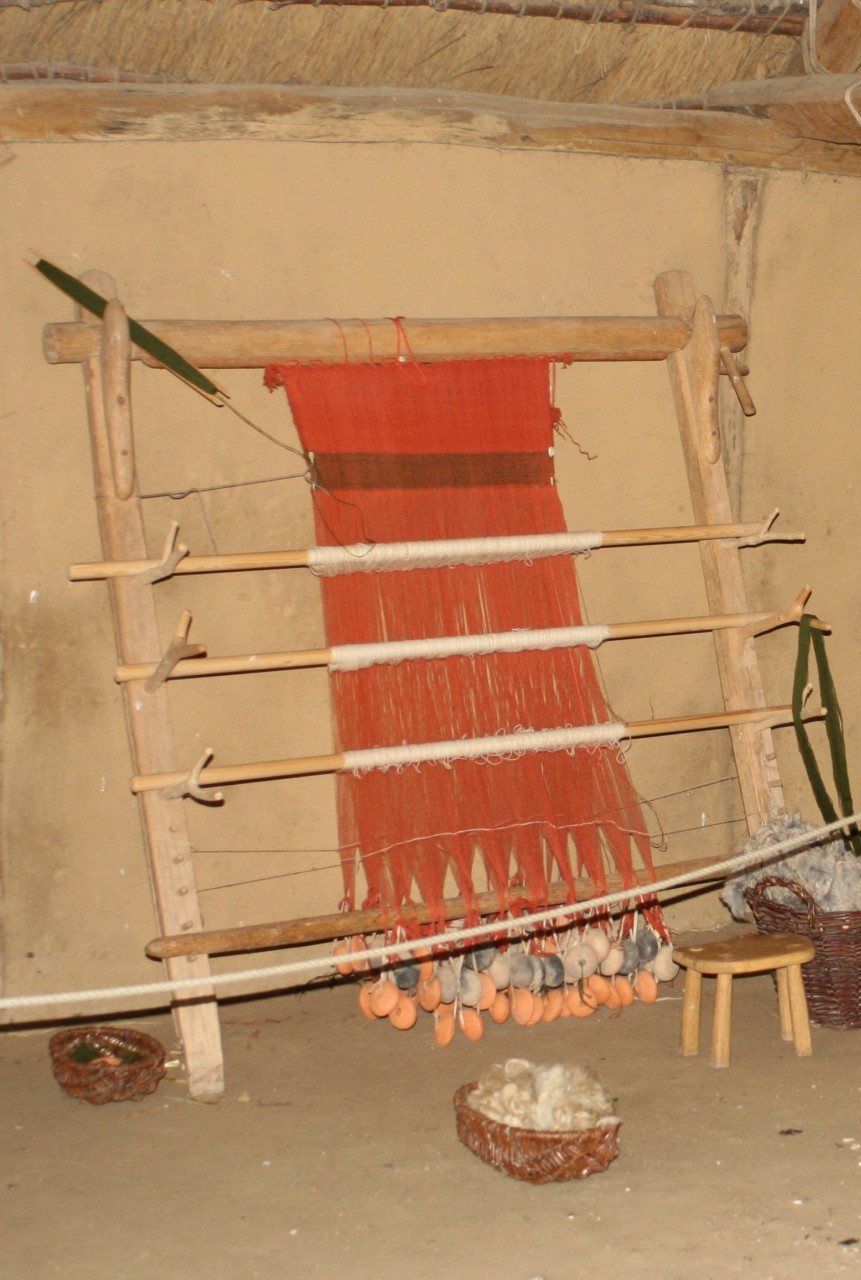
Nachbau eines Gewichtswebstuhls im Wikinger Museum Haithabu

Der Gewichtswebstuhl bezeichnet einen stehenden Webrahmen, bei dem die Kettfäden senkrecht herunterhängen und an ihrem Ende mit Webgewichten beschwert sind, um die zum Weben nötige Spannung zu erhalten. Weil sich die meist tönernen Webgewichte im Boden erhalten haben, ist er die älteste archäologisch nachgewiesene Form des Webstuhls.

## Konstruktion
Ein Gewichtswebstuhl besteht aus einem rechteckigen Rahmen, an dessen oberem Ende seitlich jeweils eine Halterung für den meist drehbaren Warenbaum angebracht ist. An diesem werden die Kettfäden nach dem Schären befestigt. Die Webfächer werden mit Hilfe von Litzenstäben gebildet. Der Schussfaden wird manuell eingebracht und mit einem Webschwert nach oben angeschlagen.

## Geschichte
Urgeschichtliche Textilnachweise gibt es seit dem Jungpaläolithikum vor etwa 30.000 Jahren. Seit der Jungsteinzeit lassen sich tönerne Spinnwirtel und  Webgewichte archäologisch nachweisen. In Südosteuropa sind Webgewichte seit der frühneolithischen Körös-Kultur belegt. In Mitteleuropa sind Spinnwirtel und Webgewichte in Siedlungen der ältesten Linearbandkeramischen Kultur (6. Jahrtausend v. Chr.) belegt. In der Siedlung von Bad Nauheim-Niedermörlen waren Spinnwirtel besonders häufig.
Bis sich der horizontale Webstuhl im 10. Jahrhundert in Mitteleuropa zu verbreiten begann, wurden alle Stoffe auf dem Gewichtswebstuhl bzw. auf seinem Vorläufer oder Nachfolger, dem Hüftwebrahmen, gewebt. In entlegenen Gegenden (etwa den Färöer-Inseln oder Island) war der Gewichtswebstuhl aber noch bis ins 20. Jahrhundert in Gebrauch. Er wurde vor allem eingesetzt, um sehr breite Textilien wie Wandteppiche herzustellen.
Heute werden Gewichtswebstühle in der Archäotechnik genutzt, um Textilfunde nachzuweben, oder sie werden in der Museumspädagogik eingesetzt, um die vorgeschichtliche Webtechnik begreifbar zu machen.